# Вавилон XX
«Вавилон XX» — український радянський художній кінофільм режисера Івана Миколайчука. Знято на кіностудії імені Олександра Довженка у 1979 році. Кінокартину було відзнято в селищі Витачів та Креничі Обухівського району Київської області. Створено за мотивами роману Василя Земляка «Лебедина зграя» про перші кроки колективізації в українському селі.
Займає 10-у позицію у списку 100 найкращих фільмів в історії українського кіно.

## Сюжет
До села Вавилон приходить колишній моряк Синиця, щоб організувати комуну. Він бачить, що після повалення царизму село майже не змінилося, там навіть стоять гротескні скульптури царя, цариці і їхнього сина. Синиця підриває скульптури гранатами.
Місцевий трунар і філософ Фабіан слідом повертається до Вавилона, роздумуючи про те, що головне не пройти шлях, а багато що на ньому побачити. Брати Данько і Лук'ян задумуються одружитися, але мусять доглядати за старою матір'ю. Вони наймають сироту Даринку для допомоги по господарству. Даринка і Лук'ян симпатизують одне одному. Незабаром Даринка стає свідком того, як багатий Бубела, побоюючись, що більшовики відберуть його майно, збирає зброю і підмовляє куркулів, аби вбити Клима Синицю. Вона розповідає про це Лук'янові.
Данько залицяється до Мальви, підбурюючи її покинути свого хворого чоловіка Андріяна. Незабаром Андріян помирає, але Мальві подобається Фабіан. Проте він не хоче стосунків, побоюючись втратити розум. Мальва приходить до Синиці в колишній панський маєток, аби вступити в комуну, та Синиця не хоче її приймати, вважаючи Мальву ненадійною. Комунар відправляє її назад в супроводі поета Яворського, хоча Мальва твердо вирішує бути в комуні. Побачивши її в компанії поета, Данько ревнує та замислює помсту.
Невдовзі мати Данька і Лук'яна помирає, але виявляється, у неї був скарб, закопаний під грушею. Селяни покидають жнива, щоб поховати небіжчицю, а Фабіан копає могилу. Після похорону брати беруться шукати скарб та викопують скриню з козацькою зброєю, але не усвідомлюють її цінності. Мальва продовжує зустрічатися з Яворським, та його вислідковують куркулі на чолі з Бубелою і застрелюють. Однак Мальва вже вагітна від нього.
Бубела приходить до Фабіана й замовляє про всяк випадок труну для себе. Згодом його заарештовують. Вночі на Водохреще куркулі приходить до Фабіана, у якого гостюють комунари, і хапають їх. Вранці на Водохреще куркулі підмовляють селян на бунт, плануючи розстріляти комунарів.
Данько стає на бік куркулів, тоді як Лук'ян з Даринкою приєднуються до комунарів. Фабіан же намагається завадити кровопролиттю. Попри його слова, починається бійка і куркулі тікають. Користуючись нагодою, Данько стріляє в Мальву, але влучає у Фабіана.

## В ролях
- Іван Миколайчук — Фабіан
- Любов Поліщук — Мальва
- Лесь Сердюк — Данько
- Ярослав Гаврилюк — Лук'ян
- Таїсія Литвиненко — Пріся
- Борислав Брондуков — Явтушок
- Людмила Чиншева — Даринка
- Анатолій Хостікоєв — поет Володя Яворський
- Іван Гаврилюк — Синиця
- Віталій Розстальний — Рубан
- Костянтин Степанков — багач Бубела
- Ольга Матешко — Парфена
- Володимир Волков — Раденькій, один з братів
- Валентин Грудинін — Раденькій, один з братів
- Раїса Недашківська — Рузя
- Борис Івченко — Чернець

### В епізодах
Геннадій Болотов, Борис Александров, Костянтин Артеменко, Володимир Бережницький, Варвара Маслюченко (мати), В. Губенко, Н. Голубов, Н. Горобець, Степан Донець, Михайло Крамар, Людмила Кузьміна, Дмитро Миргородський, Віктор Панченко, Федір Стригун, В. Черкес, Володимир Шакало, Микола Шутько (Панько)

## Знімальна група
- Сценаристи: Василь Земляк, Іван Миколайчук
- Режисер-постановник: Іван Миколайчук
- Оператор-постановник: Юрій Гармаш
- Художник-постановник: Анатолій Мамонтов
- Режисер: Ярослав Ланчак
- Оператори: А. Рязанцев, Ю. Юровський
- Монтажерка: Наталія Акайомова
- Редакторка: Тетяна Ковтун
- Звукооператорка: Тетяна Бондарчук
- Художник по костюмах: Алла Сапанович
- Художниця-гримерка: Галина Тишлек
- Музичне оформлення Івана Миколайчука
- Народні мелодії — у виконанні троїстих музик, співає Микола Сулак
- Оператор комбінованих зйомок: Микола Шабаєв
- Художник-декоратор: В. Бескровний
- Художник-фотограф: Г. Горський
- Майстер по світлу: В. Надточій
- Директори картини: Галина Сердюк, Володимир Смертюк

## Створення
«Вавилон XX» створювався в часи, коли українське поетичне кіно переслідувалося радянською цензурою. В 1974 році воно було розкритиковане і заборонене на пленумі ЦК Компартії України. Виробництво «Вавилону XX» було під питанням, оскільки роман «Лебедина зграя» і сам мав багато химерності та метафор. Миколайчук сів писати сценарій у 1977 році, акторами стали переважно друзі Миколайчука, з якими він був знайомий ще з університетських часів. Кожен мав підробітки, і це затримувало фільмування. Натхнення та ідеї для зображення світу «Вавилону» Миколайчук переважно шукав на картинах хорватського художника-примітивіста Івана Генералича. Роботи художника цікавили не лише Миколайчука, але і його оператора Юрія Гармаша, котрий оригінально підійшов до зйомок нічних сцен, використавши інфрачервону плівку. Під час зйомок оператор мусив залізти в викопану могилу, де знайшов справжню козацьку труну.
Після фільмування Іван Миколайчук боявся, що зі стрічкою щось трапиться, тому ховав плівку в сейфі. Після показу на Всесоюзному кінофестивалі у 1980 році він отримав приз за режисуру. Міжнародна прем'єра «Вавилону XX» відбулася на кінофестивалі у Локарно.
У 2011 році фільм було відреставровано «Довженко-Центром», а також переведено у цифровий формат для DVD.

## Жанрова належність
Як написала у висновку худрада кіностудії ім. О. Довженка :
|  | Жанр картини сягає джерел народних фольклорних сказань, до традицій романтико-поетичної народної бувальщини, яка поєднує в собі абсолютну психологічну реалістичність народних характерів і вільну умовність форм. <...> В основі композиційної організації матеріалу — принцип поетичної, музичної побудови, споріднений зі симфонічним твором, що поєднує ностальгійну, комедійну, лірико-драматичну частини. В основі органіки їх поєднання — образ Фабіяна. |

Жанр самі автори означують як «народно-романтичну небилицю».
|                          | Події, про які йдеться в нашому фільмі, відокремлені від нас невеличким проміжком часу — всього лише півстоліття. Але якщо подумати, скільки сталося всього за ці п'ятдесят років, як змінилася доля мого народу, його психологія, життя, то виявиться, що цей фільм про дуже далеке його дитинство, про те, що завжди прекрасне та незабутнє. Досить строката мозаїка яскравих замальовок побуту, сцен народного життя поєднується з образом Фабіяна, котрий є ніби єдиним стрижнем, який пов'язує всіх і дає моральну оцінку людям, їхнім вчинкам. Ця людина з народу, мудрець, філософ. Зміст його життя в тому, щоб побачити і зрозуміти, що відбувається. І це йому врешті-решт вдається. |
| — Іван Миколайчук (1979) | |

## Критика
Людмила Лемешева писала, що фільм продовжує традицію українського поетичного кіно і водночас обігрує саму тему існування минувшини в нових умовах. Це видно, наприклад, у сцені з батьківським скарбом, який символізує те, що «колись було живим, а тепер втратило свій первісний, справжній зміст». З огляду на це «мета режисера — крізь гомін „часткового“, почленованого, стихійного вловити непогамовне звучання вічності». Тому головним героєм постає філософ Фабіан як уособлення прагнення до вічних істин, любові до землі, на якій зростає народ. Він дійсно шанобливо любить свою землю, а не користується нею для особистої вигоди. «Миколайчуківський Фабіан — єдина людина у фільмі, що відмовляється володіти чимось — для того, аби насолоджуватися річчю, йому зовсім не обов'язково нею володіти (на відміну від Данька, який жадає володіти за повної нездатності насолоджуватись)».
На думку критика Володимира Никоненка, «у стрічці Івана Миколайчука події буремних років показані крізь дещо незвичну призму — неначе через завісу народного сказання […] де чуттєве і тактильне означає більше, аніж раціональне та умоглядне концептуальне». За історією колективізації криється рефлексія щодо кризи маскулінності, за якої чоловік розривається між любов'ю «високою» та «низькою»; та що робити в таких умовах жінці.

## Нагороди
- 1979 — Головний приз кінофестивалю «Молодість» (Київ)
- 1980 — ВКФ в Душанбе: Приз за найліпшу режисуру — Іванові Миколайчуку

## Культурний вплив
- Альбом «Пожежі міста Вавілон» гурту «Танок на Майдані Конґо» отримав назву під впливом фільму.